# Jules Erlanger

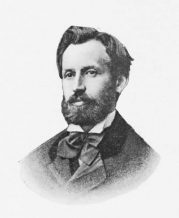
Jules Erlanger

Jules Erlanger (* 25. Juni 1830 in Wissembourg; ✡ 15. Februar 1895 in Brüssel) war ein französischer Komponist. Er engagierte sich für die Juden in Europa.

## Leben und Werk

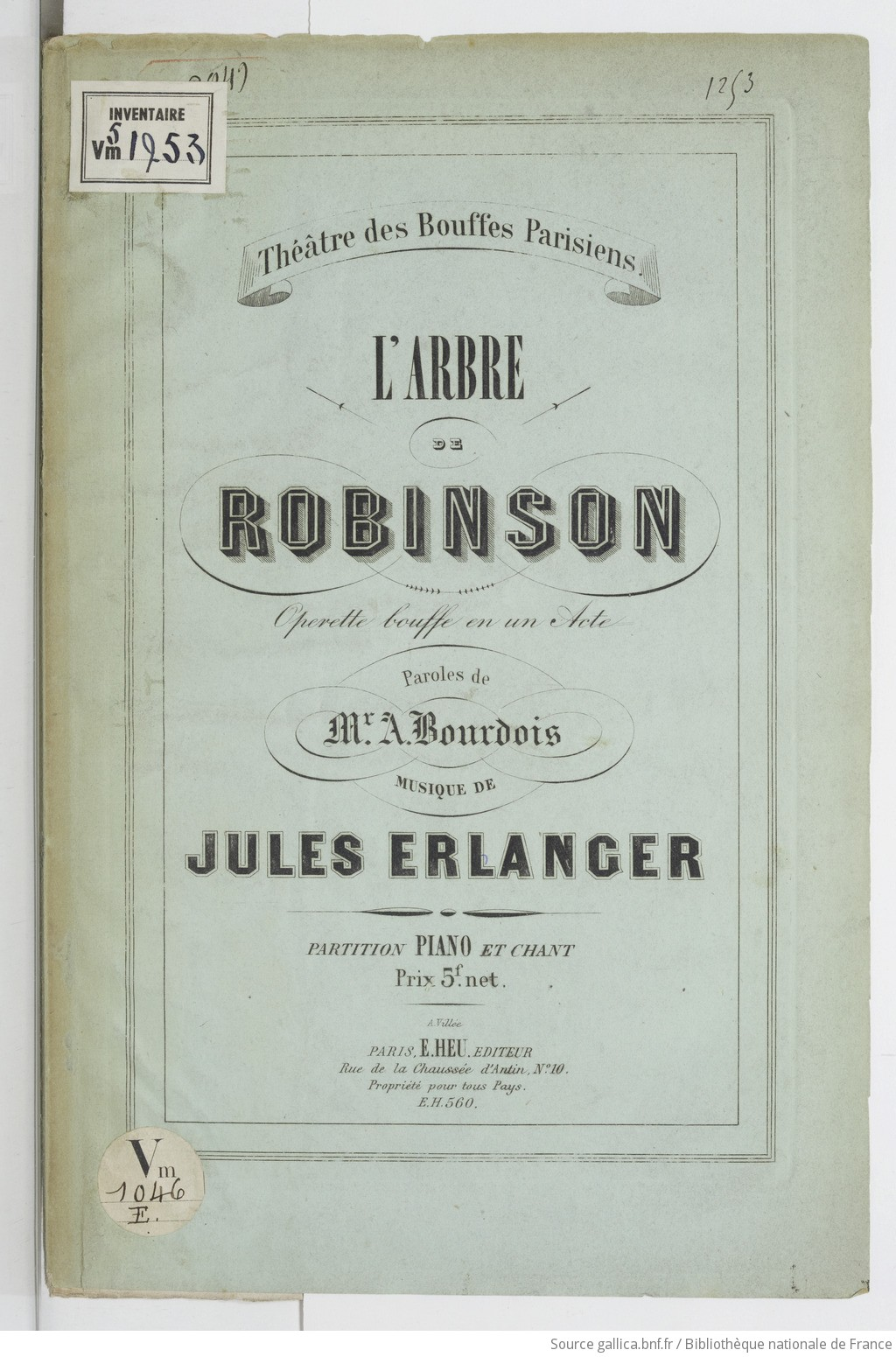
L'Arbre de Robinson Opérette bouffe

Er wurde als Sohn des Weißenburger Rabbiners Israel Süsskind Erlanger geboren. Er studierte am Conservatoire national supérieur de musique et de danse de Paris und war Mitbegründer der Société des auteurs et compositeurs dramatiques (SACD). Von 1859 bis 1861 schrieb er mehrere Operetten für das Théâtre des Bouffes-Parisiens von Jacques Offenbach: „L'Arbre de Robinson“, „Les Dames de Cœur Volant“ und „La Servante à Nicolas“.
Dann gab er jedoch den Musikerberuf auf und machte sich selbstständig und komponierte fortan nur noch geistliche Musik. Die Gründe für diesen Wechsel sind nicht überliefert. Die Edition Durlacher (Paris) veröffentlichte 1891 „Recueil de Dix Morceaux Exécutés dans les Synagogues de France et de Belgique“ mit seinem Werken. 1903 wurden in Brüssel vier Sammlungen posthumer Werke Erlangers veröffentlicht, eine mit geistlicher Musik und drei weltliche.
Er war einer der Gründer der Alliance Israélite Universelle und bis zu seinem Tod Präsident des Komitees der Alliance Israélite in Belgien. Sein Bruder Michel Erlanger war Mitglied des jüdischen Konsistoriums in Paris.